# Mikcja i defekacja w programie Apollo

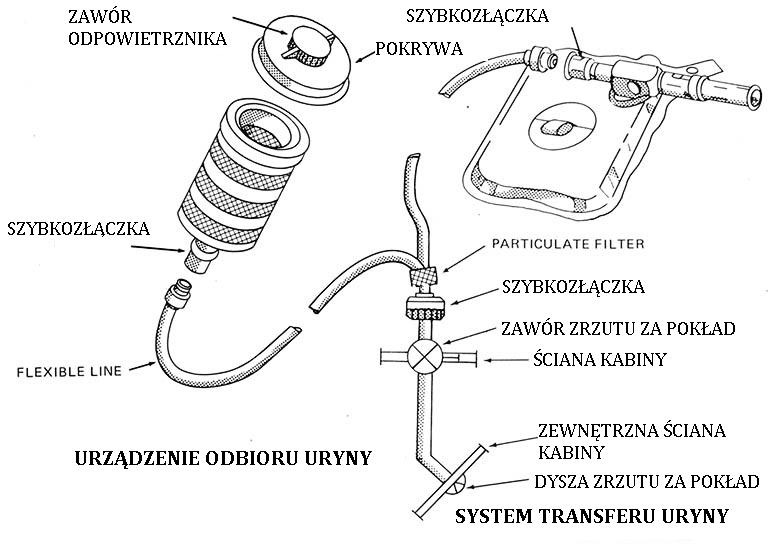
Schemat odbioru, gromadzenia, transferu i zrzutu uryny za pokład

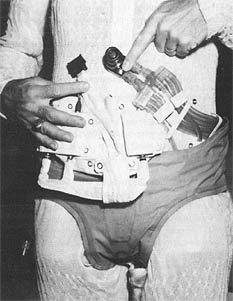
Urządzenie do odbierania, gromadzenia i transferu uryny ang. Urine collection and transfer assembly, ubierane na odzież chłodzoną cieczą, pod zestaw ciśnieniowy obejmujący tułów i kończyny

Defekacja i mikcja były uciążliwymi nieprzyjemnymi aspektami podróży kosmicznych od początku załogowych lotów kosmicznych. W nieważkości czynności te są dodatkowo trudne do wykonania. Urządzenia przy nich wykorzystywane muszą być tak zaprojektowane, aby funkcjonować w stanie nieważkości oraz zachować, ograniczone przez systemy kosmiczne, wielkość, masę i moc.
Gromadzenie moczu i proces jego transferu z niewielkimi modyfikacjami w misjach programu Apollo były takie same, jak w poprzednich załogowych misjach kosmicznych. Do misji Apollo 12 system postępowania z odpadami sprowadzał się do prostego urządzenia transferu moczu, który składał się z gumowego mankietu zakończonego elastycznym pojemnikiem zbiorczym. Nowy system, zaprojektowany dla programu Apollo i używany na pokładzie modułu dowodzenia po raz pierwszy zastosowano w misji Apollo 12.
Kiedy astronauta zakładał zestaw odzieży ciśnieniowej (PGA) przed startem rakiety Saturn V lub przed spacerem kosmicznym, ubierał specjalne urządzenie przewidziane do tymczasowego gromadzenia uryny. Noszone było ono na odzieży zakładanej bezpośrednio na ciało astronauty, czyli na odzież chłodzoną cieczą (ang. Liquid Cooling Garment - LCG). Urządzenie do odbierania i gromadzenia uryny podczas noszenia odzieży ciśnieniowej nazywało się Urine collection and transfer assembly. Było ono poprzez wąż połączone z systemem postępowania z odpadami. W trakcie realizacji programu Apollo wprowadzono więcej zmodyfikowanych urządzeń tego typu, także do gromadzenia próbek uryny przeznaczonych do analizy moczu po zakończonych misjach.
Osobnym problemem w lotach załogowych programu Apollo był temat oddzielania stolca od ciała astronauty. Do realizacji defekacji służyło urządzenie będące plastikowym pojemnikiem, przyklejanym taśmą do pośladków astronauty w celu przechwycenia stolca. Po defekacji astronauta uszczelniał pojemnik, a następnie ugniatał go w celu wymieszania cieczy bakteriobójczej z zawartością pojemnika aż do uzyskania żądanego stopnia stabilizacji kału. Ponieważ to zadanie było bardzo przykre i długotrwałe, astronauci przed startem jedli żywność, która generuje mało kału, oraz stosowali środki przeczyszczające. Podczas misji stosowano leki na zmniejszenie motoryki jelit. W trakcie realizacji aktywności pozapojazdowej (EVA) na powierzchni Księżyca zastosowanie urządzenia do defekacji nie było możliwe. Jednak trudno było wymagać od astronauty, aby podczas spacerów księżycowych powstrzymywał się od defekacji i dlatego pod odzież chłodzoną cieczą ubierał spodenki z materiału pochłaniającego.

## System postępowania z nieczystościami w programie Apollo

### Moduł dowodzenia

#### Podsystem moczu
Podsystem gromadzenia i przenoszenia moczu składał się z trzech urządzeń:
- odbieralnik uryny (wspólny);
- urządzenie gromadzenia i przenoszenia moczu (indywidualne);
- urządzenie gromadzenia i przenoszenia moczu przeznaczone dla skafandra ciśnieniowego;

Filtr particulate filter służył do zapobiegania zatykania dyszy zrzutu moczu.

##### Odbieralnik uryny

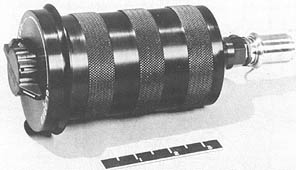
Odbieralnik uryny

Odbieralnik uryny (ang. Urine Receptacle Assembly - URA) był cylindrycznym pojemnikiem, który mógł być trzymany w ręku. Mógł on przyjąć najwyżej 40 ml uryny na sekundę. URA zawierał wkład zbudowany z komórek w formie plastra miodu będący 40 μ hydrofilną przesłoną. Wkład ten zapewniał dużą powierzchnię kontaktu, który działał jak wiązka rurek włosowatych. Kapilarny mechanizm wytworzony przez każdą komórkę wkładu (w formie plastra miodu) miał tendencję do utrzymywania uryny w miejscu w środowisku zerowej grawitacji tak długo, aż zakończy się proces zrzutu uryny do przestrzeni kosmicznej. Pokrywa URA zamykana w okresie nieużywalności blokowała przepływ tlenu z kabiny do próżni przestrzeni kosmicznej. Natomiast otwarta w czasie używania umożliwiała przepływ tlenu z kabiny wraz z płynnym wnętrzem URA do pustki przestrzeni kosmicznej. Uruchamiany ręcznie zawór w pokrywie URA umożliwiał przedmuchanie (przeczyszczenie) urządzenia.
W celu użycia odbieralnika uryny należało go podjąć ze stanowiska, co jednocześnie powodowało zdjęcie pokrywy. Następnie zawór zrzutu uryny na panelu zarządzania odpadami należało obrócić w położenie „zrzut”, umożliwiając wentylowanie systemu do przestrzeni kosmicznej, korzystając z powstałej różnicy ciśnienia  3,4 × 104 N/m². Po zakończeniu wydalania moczu, od momentu kiedy komora odbiorcza URA opróżniła się, należało poczekać 60 sekund, aby umożliwić przedmuchanie systemu przed zamknięciem zaworu zrzutu na panelu. Położenie odbieralnika na stanowisku powodowało zamknięcie pokrywy.
Pomiędzy panelem zarządzania nieczystościami a szybkozłączką węża znajdował się filtr uryny. Filtrowanie uryny zapobiegało zapychaniu dyszy zrzutu. Dysza zrzutu miała średnicę 1,397 mm, co ograniczało przepływ tlenu do 0,01 m³/min, a przepływ moczu do 453,6 g/min. Ograniczenia te zapobiegały nadmiernej utracie tlenu w kabinie podczas korzystania z systemu. Ponieważ formacje lodu na czubku dyszy zrzutu mogłyby ją blokować, wyposażone one były w dwa nadmiarowe grzejniki o mocy 5,77 W każdy.

##### Urządzenie gromadzenia i przenoszenia moczu

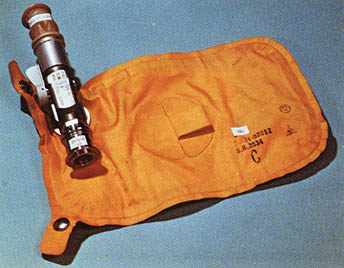
Indywidualne urządzenie gromadzenia i transferu moczu

System transferu uryny (ang. Urine Transfer System - UTS) składał się z:
- gumowej rurki łączącej penisa z pojemnikiem wstępnym, rurka ta była przeznaczona do używania przez jeden dzień, potem była wymieniana;
- pojemnika wstępnego, który był krótką rurką połączoną z kolektorem, zawierającą niskociśnieniowy zawór zwrotny otwierający się przy ciśnieniu 262 N/m² i zawór przelewowy;
- kolektora z zaworem przełączanym ręcznie w celu wybrania trybu pracy;
- pojemnika zbiorczego;
- szybkozłączki.

UTS można było używać w dwóch trybach:
1. Zrzut uryny podczas wydalania moczu.
2. Zrzut uryny po wydaleniu moczu.

W pierwszym trybie UTS był podłączony do systemu zrzutu uryny za pokład podczas wydalania moczu. W konsekwencji uryna zostawała zrzucona za pokład, jeżeli były spełnione jeszcze dwa warunki: zawory na panelu zarządzania odpadami i na UTS były ustawione w położeniu „zrzut”. W drugim trybie UTS nie był podłączony do panelu zarządzania odpadami w czasie oddawania moczu, a zawór na kolektorze UTS był ustawiony w położeniu „zbiornik”. W tym trybie uryna była zbierana w kolorowym pojemniku zbiorczym. Po oddaniu moczu UTS był podłączany do panelu zarządzania odpadami i uryna była wentylowana za pokład. Ze względów sanitarnych każdy astronauta miał osobisty UTS.

##### Urządzenie gromadzenia i przenoszenia moczu przeznaczone dla skafandra ciśnieniowego
Urządzenie gromadzenia i przenoszenia moczu (ang. Urine Collection and Transfer Assembly - UCTA) przeznaczone do zakładania pod skafander ciśnieniowy, a ściślej pod zestaw ciśnieniowy obejmujący tułów i kończyny, ale na odzież chłodzoną cieczą. UCTA zakładano przygotowując się do pozapojazdowej aktywności na powierzchni Księżyca lub w przestrzeni kosmicznej. Urynę z pojemnika UCTA można było usunąć podczas gdy kombinezon był założony, jak również po zdjęciu kombinezonu, poprzez podłączenie węża spustowego uryny do panelu zarządzania nieczystościami modułu dowodzenia i ustawienie zaworu w położenie „Zrzut”.

#### Podsystem kału
Podsystem kału składał się z:

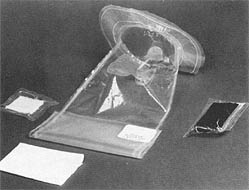
Pojemnik na kał do stosowania w stanie nieważkości

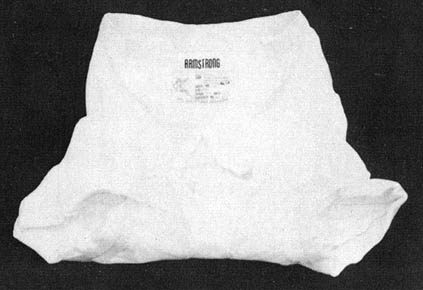
Bielizna przechowywania kału stosowana podczas EVA

- pojemnika kału będącego plastykową przezroczystą torbą z kołnierzem na otwarciu i z wgłębieniem na palec w centrum jednej ze stron;
- dozowników papierowych chusteczek;
- torby gromadzenia odpadów;
- wnęki gromadzenia odpadów;
- systemu przechowywania kału podczas aktywności pozapojazdowej.

System gromadzenia kału był używany w następujący sposób. Wgłębienie na palec w pojemniku na kał służyło do ułożenia go pod pośladkami astronauty. Wgłębienie na palec służyło również po zakończeniu defekacji do oddzielenia stolca od odbytu i odepchnięcie go na dno pojemnika. Następnie pojemnik był usuwany spod odbytu, który był wycierany papierowymi chusteczkami. Chusteczki z kolei były wrzucane do pojemnika z kałem. Do pojemnika z kałem i z chusteczkami użytkownik następnie wrzucał woreczek z płynem bakteriobójczym. W końcu pojemnik z ekskrementami był uszczelniany, do czego był przystosowany. Płynny środek bakteriobójczy był miksturą orto-fenylofenolan sodu (E232) i sodium chlorophenylphenol of amaplast blue LXT. Po uszczelnieniu pojemnik był ugniatany aby przedziurawić wewnętrzny woreczek ze środkiem bakteriobójczym i dokładnie zmiksować jego zawartość. Wszystko to było umieszczane w plastykowej torbie i walcowane aby uzyskać jak najmniejszą objętość. W końcu wrzucano ten pakunek do wnęki gromadzenia odpadów. Wnęka posiadała membranę, która zapewniała, iż umieszczone tam pakunki nie wypadną. Wnęka gromadzenia odpadów posiadała również odpowietrzniki odprowadzające gazy w przestrzeń kosmiczną.
Podczas spacerów po powierzchni Księżyca pod odzieżą chłodzoną cieczą (ang. liquid cooling garment - LCG) noszono szorty wykonane z chłonnego materiału, służące do wchłonięcia ewentualnych ekskrementów, a ich nazwa brzmiała fecal containment system (FCS).

### Moduł księżycowy
System zarządzania odpadami w module księżycowym współpracował z systemem zarządzania odpadami modułu dowodzenia. Systemy były używane w podobny sposób w obu modułach. Podstawowa różnica polegała na tym, że moduł księżycowy nie miał możliwości zrzucania uryny na powierzchnię księżycową.
System zarządzania odpadami  w module księżycowym składał się z:
- podsystemu uryny URA, UTS;
- węża przewodzącego urynę ze zbiorników w skafandrach do zbiornika płynnych odpadów;
- zbiornika na ścieki;
- podsystemu kału UCTA.

W misji Apollo 15 (a także w następnych) zbiornik na urynę zamontowano w członie zniżania modułu księżycowego. Wąż z uryną łączył ten zbiornik z pisuarem który znajdował się w członie wznoszenia. Pisuar w module księżycowym był prostym lejkiem i umożliwiał oddawanie moczu bez kontaktu z elementami pobieralnika.

## Opinie astronautów o mikcji i defekacji w misjach programu Apollo
Z punktu widzenia członków załóg statków kosmicznych programu Apollo system miał słabe punkty. Mikcja, defekacja i gromadzenie nieczystości, wymagały od astronautów wielu nieprzyjemnych manipulacji. Konstrukcje pobieralników moczu miały co prawda wykluczyć użytkowników z ich obsługi, ale z powodu częstych wycieków uryny, jeden z głównych celów operacji, czyli sanityzacja tych procesów była daremna.
System gromadzenia fekaliów skutkował jeszcze większymi problemami. Bardzo kłopotliwe było powstrzymanie ucieczki fekaliów z pojemnika i w konsekwencji brudzenie nimi członków załogi, ich odzieży lub powierzchni kabiny. Proces defekacji był czasochłonny, ponieważ bardzo trudne było odpowiednie umiejscowienie pojemnika do gromadzenia fekaliów. Sprawę utrudniało to, że wykonana w tym celu klapa z tyłu odzieży (ang. constant wear garment), była zbyt mała, by łatwo umiejscowić pojemnik. Problem odoru ekskrementów pozostawał aktualny do końca programu Apollo, z powodu braku skutecznych środków jego eliminacji.